# Meconella
Meconella es un género  de plantas herbáceas de  la familia de las papaveráceas. Comprende 8 especies descritas y de estas, solo 3 aceptadas. Es originaria de Norteamérica.

## Descripción
Son plantas anuales; con savia incolora. Hojas basales (o algunas caulinas, opuestas), generalmente enteras , glabras. Inflorescencia con flores solitarias, generalmente  terminales y axilares. Las flores de color blanco o amarillo. El fruto ovado lineal u obovado, dehiscente con muchas semillas de 0,5 -1 mm , ovadas a reniformes , lisas, brillantes, de color marrón o negro.

## Taxonomía
El género  fue descrito por Thomas Nuttall y publicado en A Flora of North America: containing . . . 1(1): 64. 1838. La especie tipo es: Meconella oregana Nutt.	
Etimología
Meconella: nombre genérico compuesto por las palabras griegas mekon = "amapola", y ella, un diminutivo, por lo tanto significa "casi amapola".

## Especies
- Meconella californica Torr. & Frém.
- Meconella denticulata Greene
- Meconella oregana Nutt.